# كيكي دي
كيكي دي (بالإنجليزية: Kiki Dee)‏ هي موسيقية ومغنية وكاتبة غنائية بريطانية، ولدت في 6 مارس 1947 في برادفورد في المملكة المتحدة.

## وصلات خارجية
- الموقع الرسمي
- كيكي دي على موقع IMDb (الإنجليزية)
- كيكي دي على موقع ميوزك برينز (الإنجليزية)
- كيكي دي على موقع أول ميوزيك (الإنجليزية)
- كيكي دي على موقع ديسكوغز (الإنجليزية)
- كيكي دي على موقع قاعدة بيانات الفيلم (الإنجليزية)